# Guido del Mestri

Stema episcopală a cardinalului del Mestri

Guido del Mestri (n. 13 ianuarie 1911, Banja Luka - d. 2 august 1993, Nürnberg) a fost un diplomat al Sfântului Scaun, nunțiu apostolic în Republica Federală Germania între 1975-1984. Del Mestri a fost o figură importantă a noii Ostpolitik din anii 1970, care preconiza normalizarea relațiilor Bisericii Catolice cu statele din blocul comunist.

## Biografie
În anul 1940 a fost numit atașat diplomatic la nunțiatura din Iugoslavia. Din 1941 și până la ruperea relațiilor diplomatice în 1950 a fost secretar al nunțiaturii apostolice din România. În anul 1951 a fost trimis la nunțiatura din Siria.
Între 1975-1984 a fost nunțiu apostolic în Republica Federală Germania, cu sediul la Bonn.
După reluarea relațiilor diplomatice dintre România și Sfântul Scaun în anul 1990 s-a implicat la reconstrucția Bisericii Române Unite cu Roma. În data de 27 mai 1990 i-a consacrat episcopi pe preoții Lucian Mureșan și Vasile Hossu, în cadrul unei liturghii desfășurate sub cerul liber la Baia Mare. Ceremonia nu a putut avea loc în Catedrala Greco-Catolică din Baia Mare, aceasta fiind ocupată de o parohie ortodoxă.
Papa Ioan Paul al II-lea l-a ridicat pe Guido del Mestri în treapta de cardinal în data de 28 iunie 1991.
A decedat la Nürnberg, în Theresienklinik, unde a activat în ultimii ani ai vieții ca duhovnic pentru bolnavi. A fost înmormântat în cripta familiei sale, în localitatea Medea din estul Italiei.